# Maurice Hermie

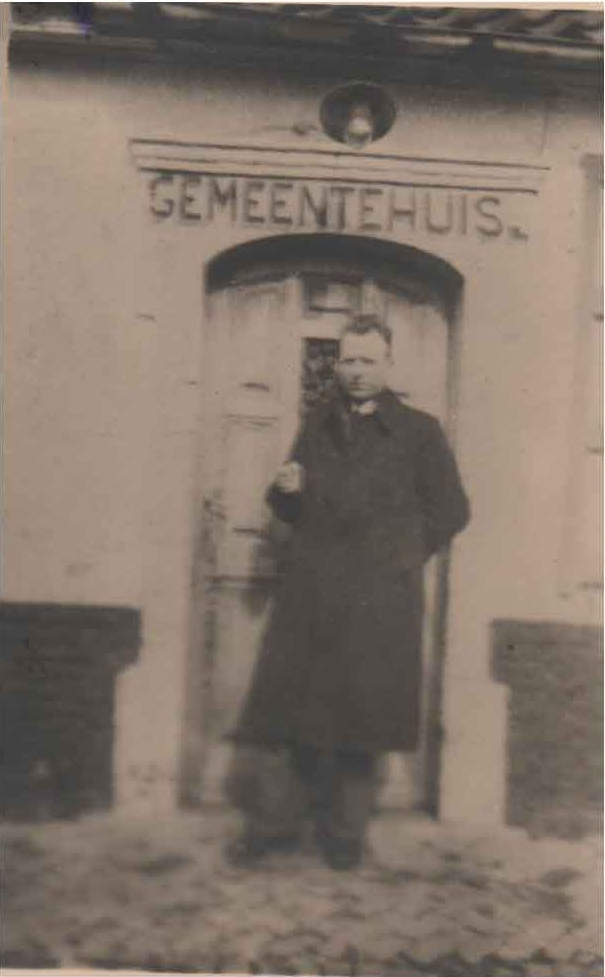
Burgemeester Maurice Hermie.

Maurice Hermie (Lemberge, 1902 - Gent, 1977), was de laatste burgemeester van Lemberge vooraleer dit in 1965 fusioneerde met Merelbeke. Hij was gedurende bijna een kwart eeuw burgemeester van de Belgische voormalige gemeente Lemberge (Merelbeke).

## Biografie
Toen in 1940 toenmalig burgemeester Maenhout van Lemberge stierf was net de Tweede Wereldoorlog aangebroken. Tijdens deze oorlog vonden geen verkiezingen meer plaats. De eerstvolgende verkiezingen werden gehouden in 1946. Het was toen 45 jaar geleden dat er verkiezingen hadden plaatsgehad in Lemberge.
Deze verkiezing telde 2 lijsten: C.V.P en de Kath. Volkspartij. De C.V.P won deze verkiezing met 169 stemmen (4 zetels) tegen 131 stemmen (3 zetels). Als burgemeester werd toen Maurice Hermie (C.V.P) verkozen.
Hij was gehuwd met de onderwijzeres Elza Verhoeven (1895-1975).